# Фолькесфельд
Фолькесфельд (нім. Volkesfeld) — громада в Німеччині, розташована в землі Рейнланд-Пфальц. Входить до складу району Маєн-Кобленц. Складова частина об'єднання громад Мендіг.
Площа — 2,58 км2. Населення становить 559 ос. (станом на 31 грудня 2020).